# Saint-Florent (Górna Korsyka)

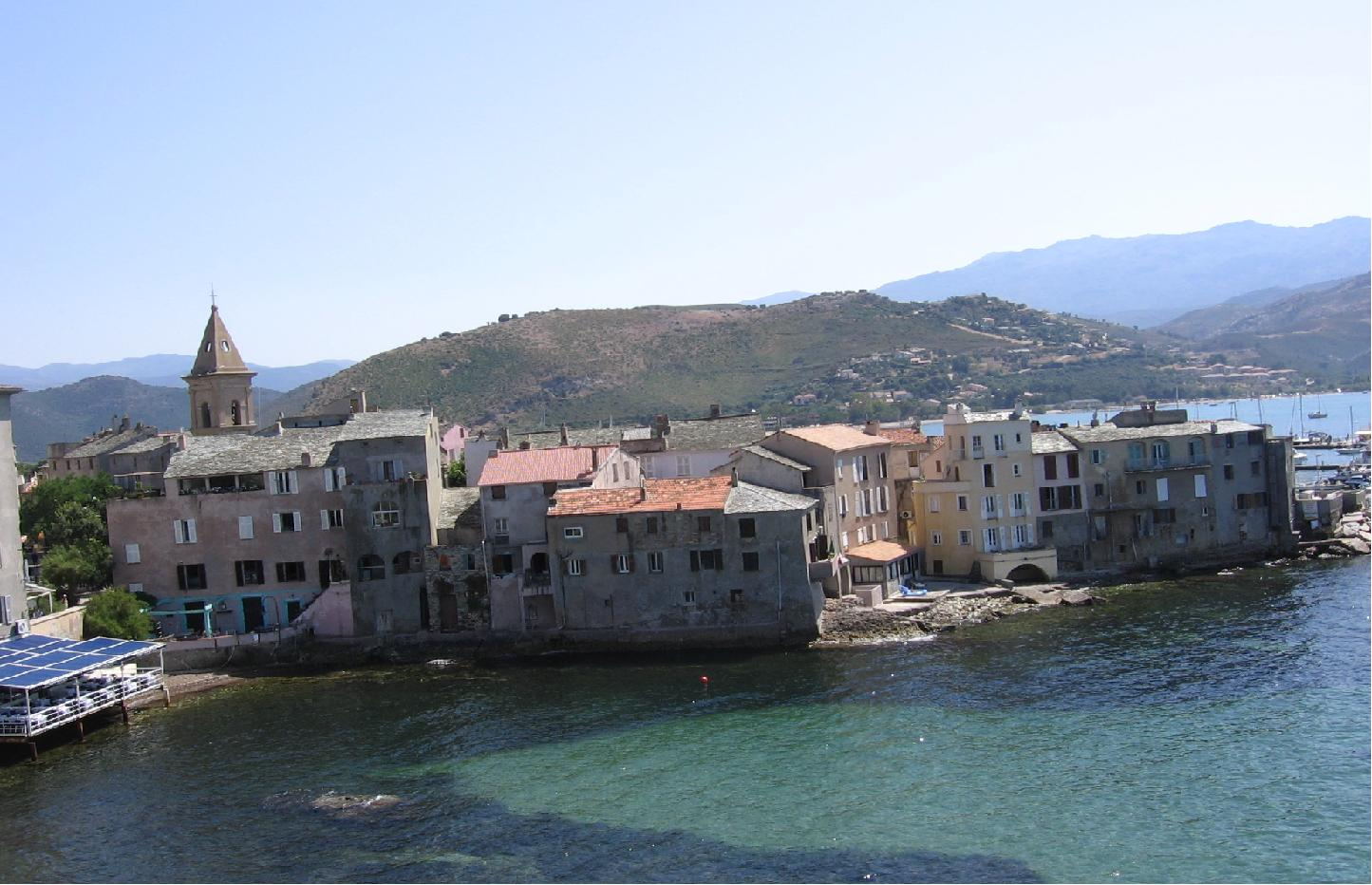
widok od strony cytadeli

Saint-Florent (kors. San Fiurenzu) – miejscowość i gmina we Francji, w regionie Korsyka, w departamencie Górna Korsyka.
Według danych na rok 1999 gminę zamieszkiwało 1474 osób, a gęstość zaludnienia wynosiła 81 osób/km².